# Iglesia de San Miguel (Mahamud)
La iglesia de San Miguel de Mahamud (Burgos, Castilla y León, España) es un templo parroquial de culto católico, cuyo período de construcción abarca cinco siglos, desde el XIV al XVIII, si bien el estilo gótico predomina ampliamente. Su elemento más destacado es el retablo mayor, grandiosa obra renacentista ejecutada por el artista Domingo de Amberes en el siglo XVI. Esta iglesia es Bien de Interés Cultural (BIC) con categoría de Monumento Histórico-Artístico de interés nacional desde 1983.

## Arquitectura exterior

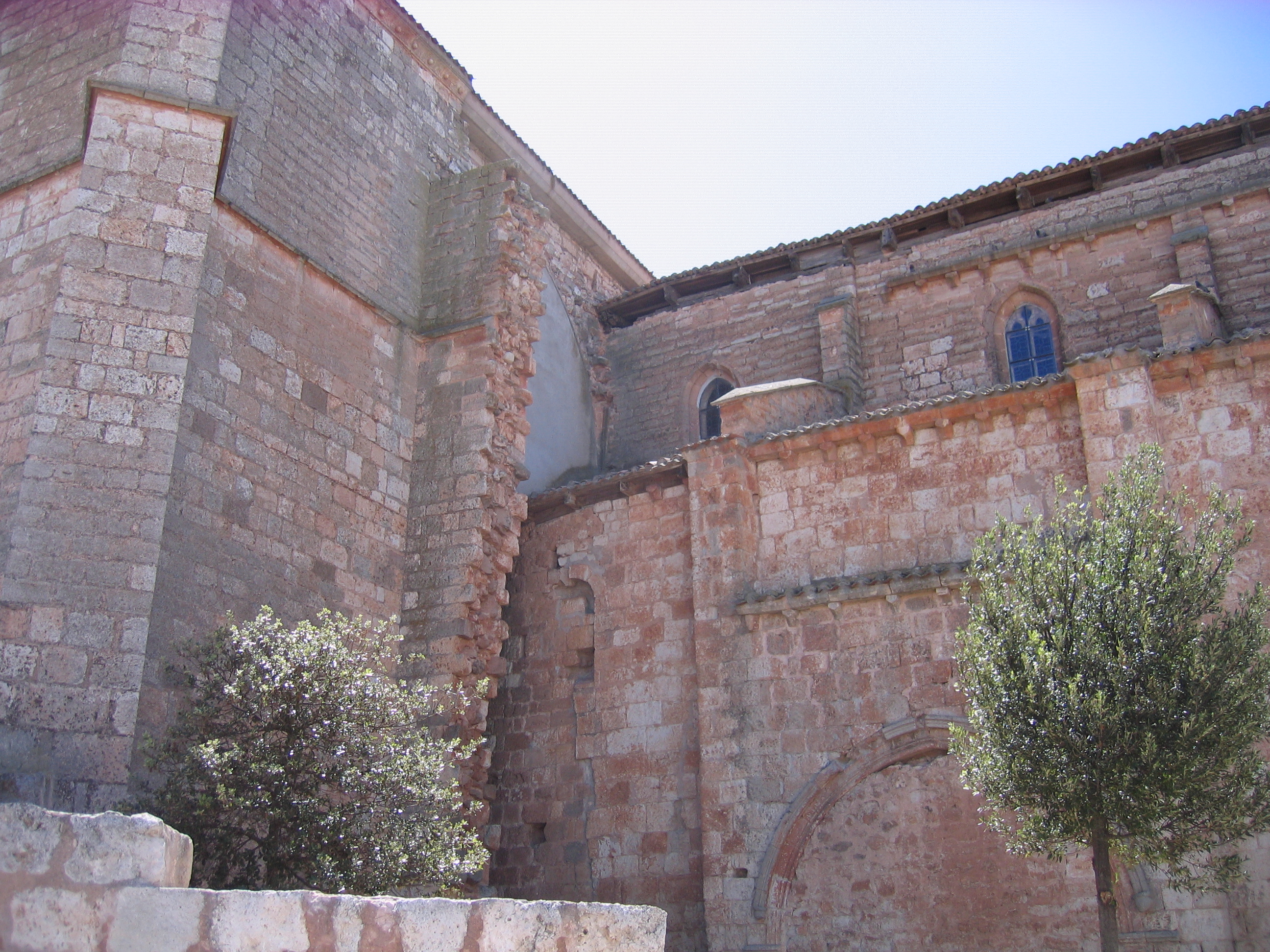
Detalle del mal atado entre la obra nueva (ss. XV-XVI) y la obra vieja (ss. XIII-XIV).

El templo, de grandes proporciones, consta de tres naves y crucero. Su fachada principal, orientada al sur y asomada a la plaza del pueblo, donde se yerge el rollo jurisdiccional, adquirió una portada barroca en el siglo XVIII, concretamente en 1774, cuando el cantero Juan de Hernaltes, vecino de Los Balbases, la construyó sobre la base de un modelo proporcionado por el arquitecto José Cortés del Valle, vecino de Burgos y elogiado por el viajero Ponz. Con todo, el hastial occidental de los pies conserva la vieja portada protogótica del siglo XIII, con dos torres adosadas, de desigual altura y anchura, cuyas bases aparecen vaciadas por unos profundos arcos apuntados; bajo el arco mayor se abre un óculo y una puerta formada por cinco arquivoltas ojivales apoyadas sobre otras tantas parejas de columnas.
La cabecera fue renovada a partir de 1487 en estilo gótico tardío, y abruptamente finalizada en fecha posterior a 1514, época en la que consta que se llevaban gastados más de un cuento (millón) de maravedís.

## Interior y mobiliario
El interior es grandioso. La nave central llama la atención por su belleza y por su cubierta formada por bóvedas y arcos de compleja crucería, que gana complicación ornamental en la cabecera.
Una decena de retablos de distintos estilos y épocas reciben a fieles y visitantes. El retablo mayor es un gran conjunto renacentista ejecutado entre 1566 y 1573 por el ensamblador Domingo de Amberes (+1572), un autor alavés, a pesar de su apellido de origen flamenco, muy activo en la comarca burgalesa, ya que suyos son también los retablos mayores de las iglesias de Pampliega e Isar, y el lateral de Palacios de Benaver. El dorado y el policromado corrió a cargo, entre los años 1607 y 1616, del pintor Juan de Cea, el segundo de los tres pintores conocidos de igual nombre, fallecido en diciembre de 1616. Ajustado al ábside semicircular que le cobija, el retablo consta de predela, ático con calvario y tres cuerpos divididos verticalmente en nueve calles y entrecalles. Dos columnas de orden gigante fusionan las secciones de los extremos en los dos primeros cuerpos. En los nichos y en el ático se emplazan, formando abigarrado conjunto, hasta treinta y nueve tallas exentas y relieves escultóricos de variados tamaños. La escultura más voluminosa es la del titular, el arcángel San Miguel, que preside la mazonería en el nicho central, en su habitual pose de someter al Diablo.
En la capilla que cierra la nave del Evangelio se alza el retablo-sepulcro de San Juan Bautista, con dos bellos relieves del Bautismo de Jesús y el Descendimiento de la Cruz en su calle central, un Calvario y dos sepulcros correspondientes a la familia de los Quintanadueñas, mecenas de esta meritoria obra. El conjunto es una obra renacentista de trazas platerescas hecha entre los años 1539 y 1542, fecha en que se trasladaron los restos de los antepasados de esa ostentosa familia de mercaderes. Renacentistas son también los retablos de Santiago y San Martín, traído este último de la ermita de igual nombre, hoy desafectada como lugar de culto, así como los sepulcros del cura Pedro Manso, segundo de este nombre (+1511), que se halla en la Capilla de La Antigua, y el del Bachiller Ruy López (+1540), sito en su capilla fundada de su propia hacienda, la cual ha recibido muchos nombres a lo largo de los siglos: Corpus Christi, Santa Eulalia y Ecce-Homo. Góticos son, sin embargo, los sepulcros del primer Pedro Manso (+1489), en la estancia conocida hoy como de San Martín, y el del matrimonio formado por Martín Fernández Monasterio (+1511) y su mujer Mari González (+1509), que está en la Capilla de Santiago, más conocida hoy como Baptisterio por estar la pila bautismal. Barrocos son los retablos de Nuestra Señora de la Antigua (hoy conocida como del Rosario), San José (fabricado por Francisco Esteban Collantes en 1794) y Santa Bárbara, de autor anónimo.
Además de su riqueza en retablos, imágenes y sepulcros, el templo alberga un meritorio púlpito con dosel, de estilo gótico mudéjar, tapizado con alambicadas combinaciones ornamentales talladas en yeso. La pila bautismal, hoy en la Capilla de Santiago, es románica (finales del siglo XII), y procede de la derruida ermita de San Andrés. En cuanto a la pintura, cabe citar la tabla de San Blas, obra del pintor anónimo conocido como Maestro de la Visitación de Palencia (siglo XV), que, tras estar setenta años en una ignota colección madrileña, fue comprada en subasta en 2001 por la Caja de Ávila, siendo expuesta en la exposición Las Edades del Hombre en su edición de Ávila del año 2005.
Otra obra sobresaliente que tampoco hoy se encuentra en Mahamud sino en el Museo Nacional de Arte de Cataluña (MNAC), en Barcelona, son los plafones que configuraban los túmulos sepulcrales de Sancho Sánchez de Mazuelo o Carrillo y su mujer doña Juana, considerados por la crítica especializada como los ejemplos más señeros de la pintura gótica lineal española. Estas pinturas, realizadas en el periodo que abarcan los años de 1295 a 1318, fecha esta última en la que ya consta como muerto el referido don Sancho, están pintadas sobre pergamino pegado en tabla, y nos representan expresivas escenas funerarias protagonizadas por plañideras enlutadas. Estuvieron en Mahamud hasta 1900, y en 1915 fueron ya adquiridas por Luis Plandiura y Pou a un coleccionista privado de Nueva York. Por diversas circunstancias, que aquí no cabe desarrollar, Plandiura vendió en 1932 toda su colección al MNAC, y es por eso que las hoy barcelonesas tablas luzcan sus galas en una de las salas de ese museo. 
Respecto al bulto yacente del sepulcro, que representa a don Sancho, también de madera, estuvo en Mahamud hasta 1950, año en que fue adquirido por el anticuario Gabriel Dereppe, el cual lo vendió, en el 1958, al Cincinnati Art Museum, donde se exhibe en la actualidad.

## Galería de imágenes

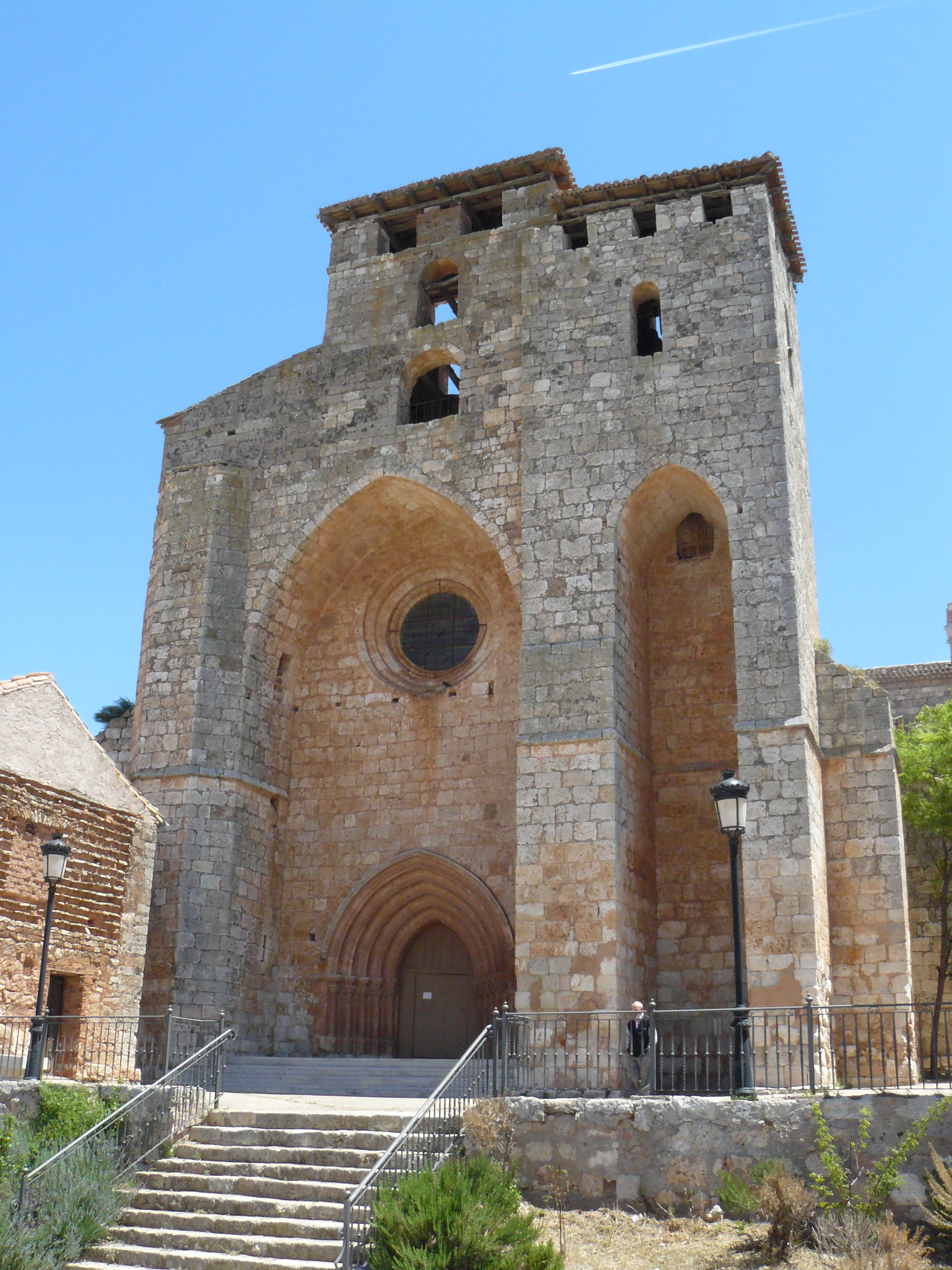
Fachada occidental protogótica (s-XIII)
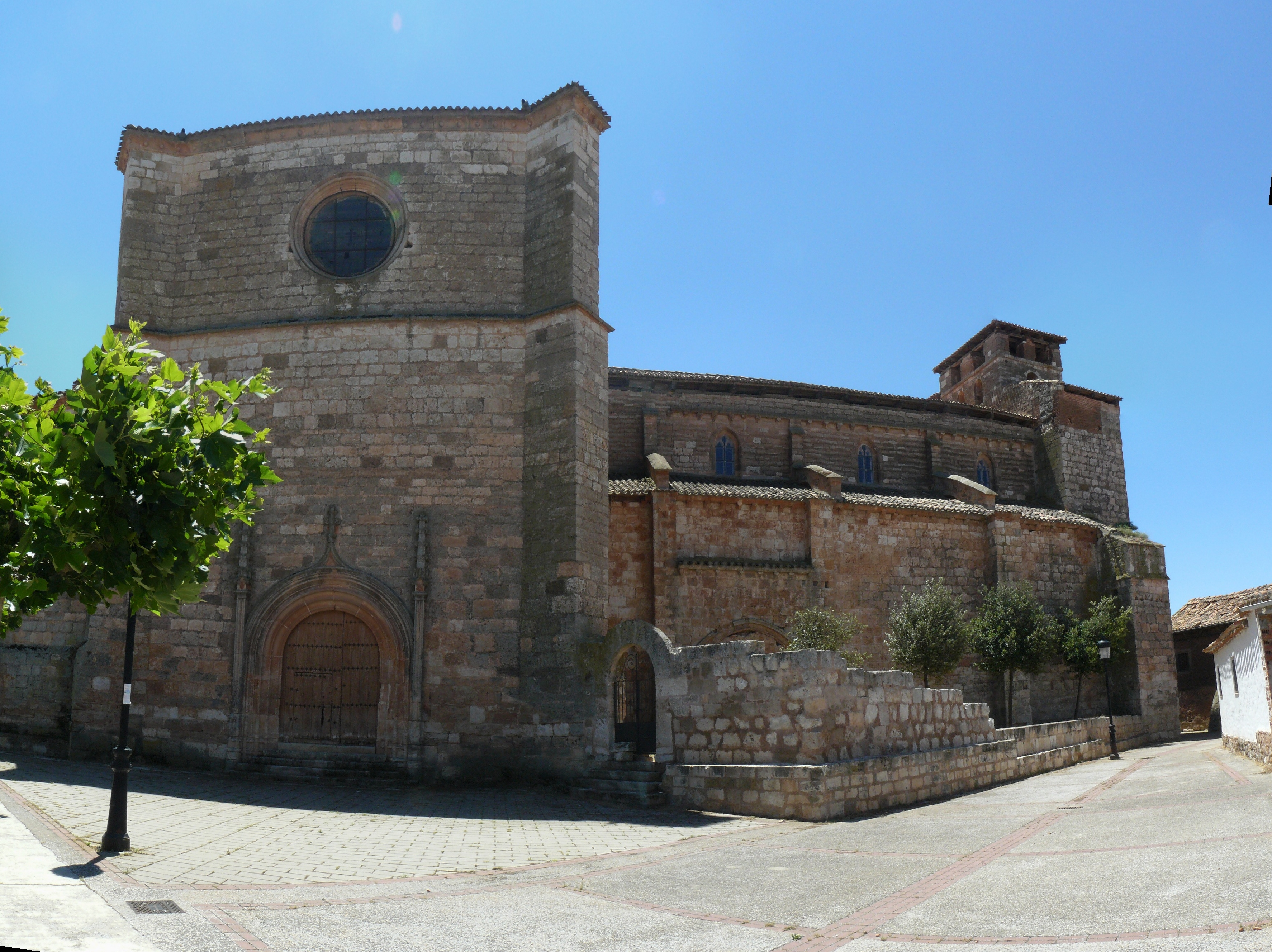
Fachada septentrional
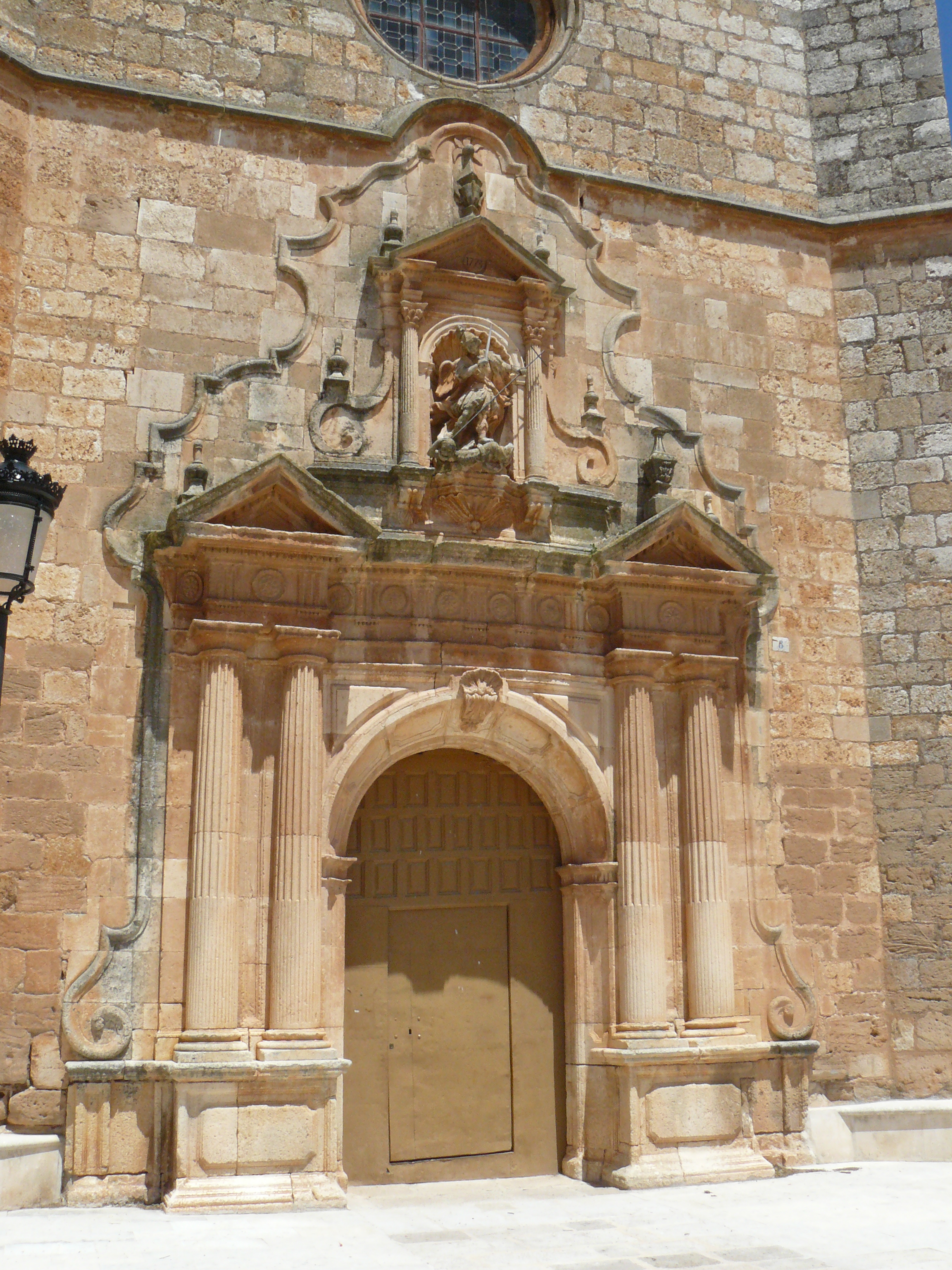
Fachada meridional, portada barroca (s-XVIII)
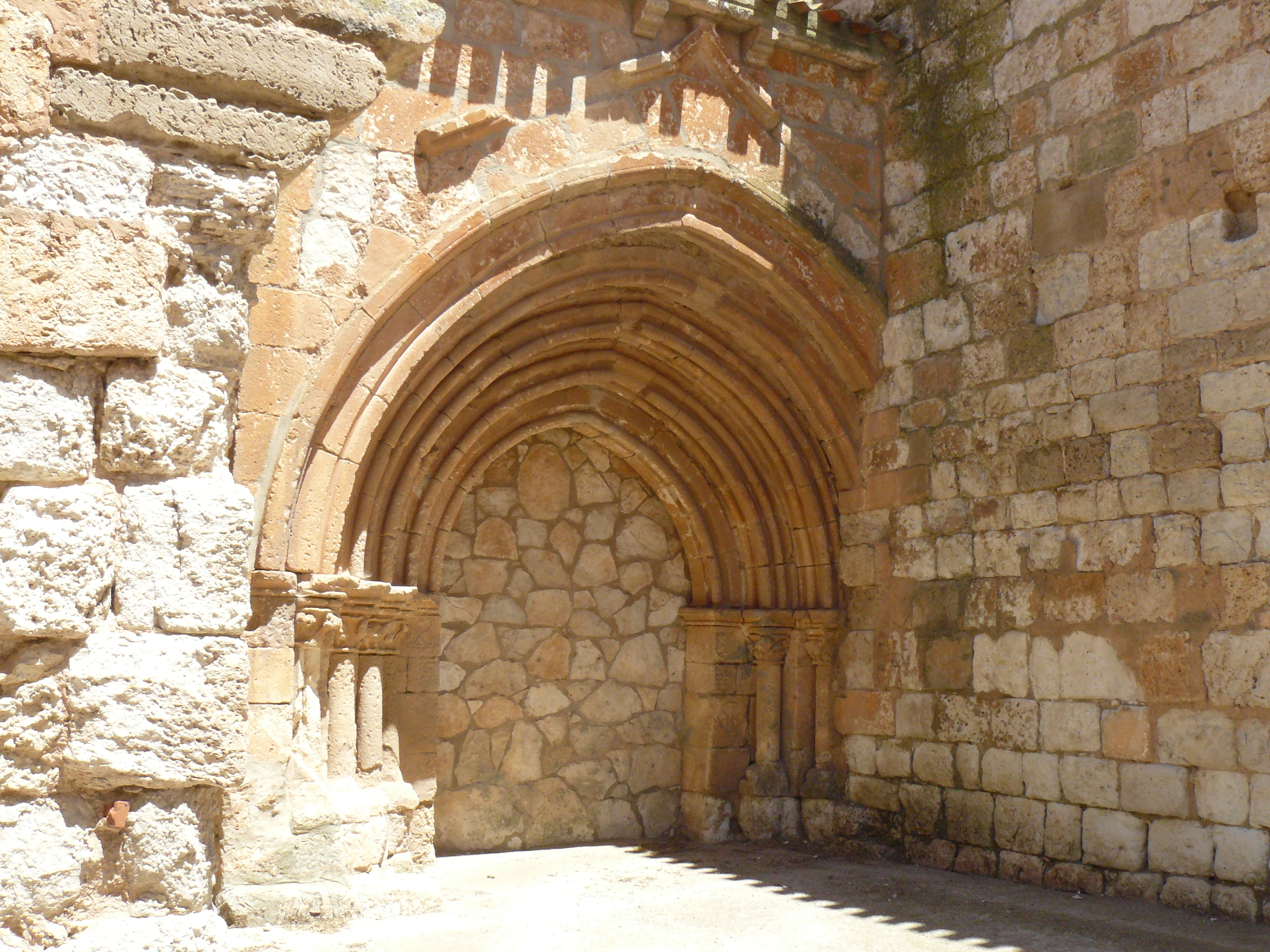
Fachada meridional, portada gótica tapiada
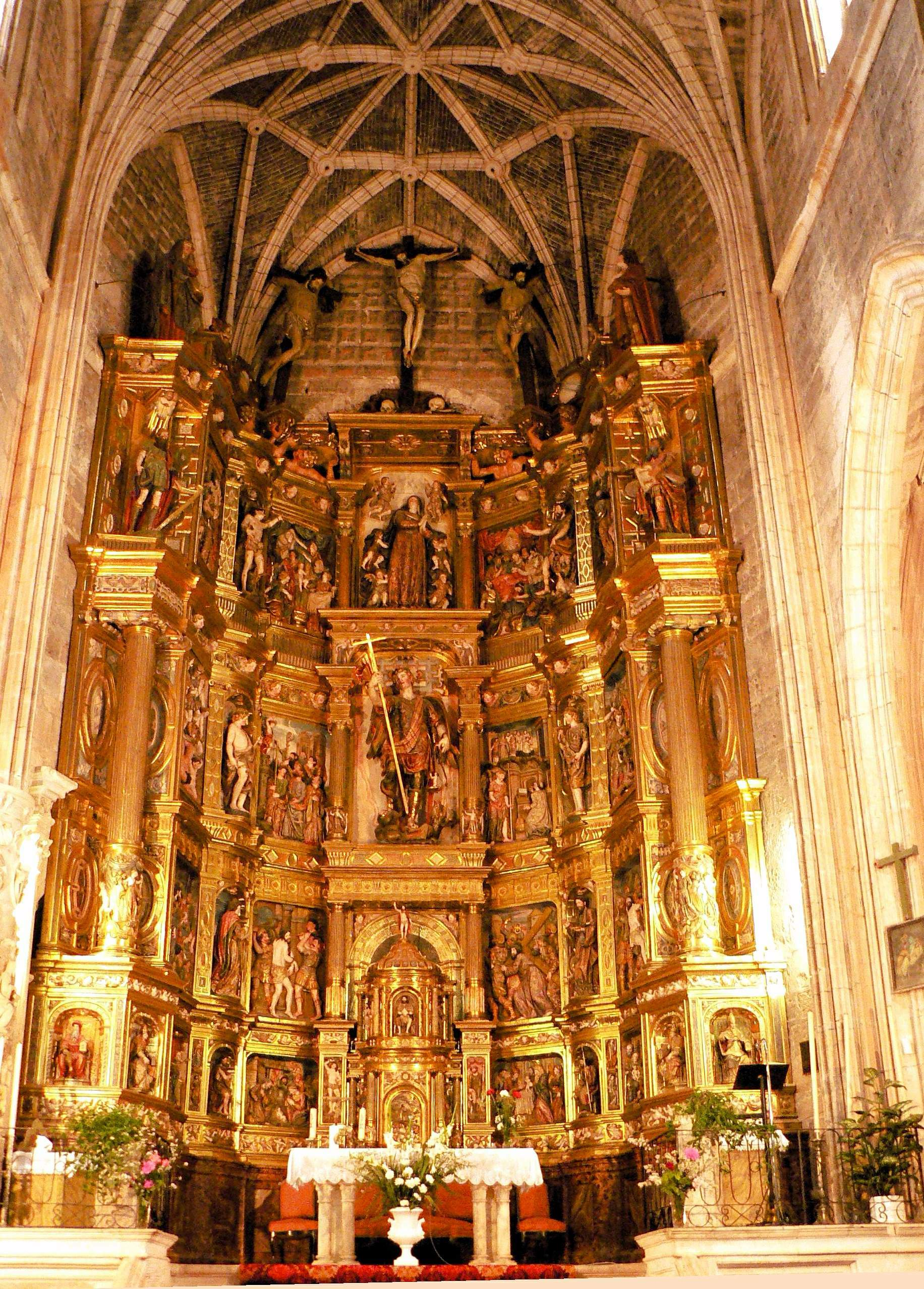
Retablo mayor renacentista (s-XVI)